# ضریب فاصله
ضریب فاصله (انگلیسی: Stacking factor) اندازه‌ای است که در طراحی ترانسفورماتور و دیگر ماشین‌های الکتریکی استفاده می‌شود. آن ضریبی است که از تقسیم مساحت مؤثر هسته به مساحت فیزیکی هسته به دست می‌آید. این دو به دلیل روش سرهم‌بندی هسته با هم تفاوت دارند.
هسته ترانسفورماتور اغلب از صفحات فلزی به هم چسبیده ساخته می‌شود. لایه‌ها با روکش وارنیش یا دیگر مواد عایقی به هم چسبیده می‌شود. این فرایند برای کاهش جریان گردابی  و در عین حال حفظ سطح شار مغناطیسی در هسته صورت می‌گیرد. از آنجاکه عایق‌های به‌کار رفته در هسته فرومغناطیس نیستند اما تقریباً تمامی شار مغناطیسی از آن عبور می‌کند. عایق بخشی اندکی از هسته را اشغال کرده لذا مساحت مؤثر عبور شار مغناطیسی همواره از مساحت فیزیکی هسته کوچکتر است.